# فرانك ديفيس روبنسون
فرانك ديفيس روبنسون (بالإنجليزية: Frank D. Robinson)‏ هو مهندس ورائد أعمال وطيار أمريكي، ولد في 1930 في Carbonado ‏.